# Каянган (район)
Каянга́н (індонез. Kayangan) — один з 5 районів округу Північний Ломбок провінції Західна Південно-Східна Нуса у складі Індонезії. Розташований у центрально-північній частині. Адміністративний центр — село Каянган.
Населення — 37958 осіб (2012; 37413 в 2010, 32857 в 2000, 30321 в 1990).

## Адміністративний поділ
До складу району входять 8 сіл:
| Населений пункт | Населення, осіб (2010) |
| --------------- | ---------------------- |
| Гумантар, село  | 5405                   |
| Дангіанг, село  | 2781                   |
| Каянган, село   | 5160                   |
| Пендуа, село    | 2041                   |
| Салут, село     | 3219                   |
| Сантонг, село   | 5662                   |
| Селенген, село  | 5187                   |
| Сесаїт, село    | 7958                   |